# سویودلو (جبرائیل)
سویودلو (ترکی آذربایجانی: Söyüdlü) یک منطقهٔ مسکونی در جمهوری آرتساخ است که در استان کاشاتاق واقع شده‌است.